# Formel BMW Deutschland
Formel BMW Deutschland, tidigare Formel BMW ADAC, var ett tyskt formelbilsmästerskap för Formel BMW-bilar. Mästerskapet, som drevs av ADAC, startades 1998 som den första Formel BMW-serien. Formel BMW ADAC blev snabbt mycket populärt och säsongen 2002 hade man 32 deltagare. Namnet Formel BMW ADAC användes fram till och med 2005, då det ändrades till Formel BMW Deutschland 2006. Inför säsongen 2008 slogs mästerskapet ihop med Formula BMW UK och bildade Formula BMW Europe.

## Säsonger
| År   | Namn                   | Mästare            | Teammästare              |
| ---- | ---------------------- | ------------------ | ------------------------ |
| 1998 | Formel BMW ADAC        | Stefan Mücke       | Mücke Motorsport         |
| 1999 | Formel BMW ADAC        | André Lotterer     | BMW Rookie Team          |
| 2000 | Formel BMW ADAC        | Hannes Lachinger   | BMW Rookie Team          |
| 2001 | Formel BMW ADAC        | Timo Glock         | BMW Rookie Team          |
| 2002 | Formel BMW ADAC        | Nico Rosberg       | VIVA Racing/Team Rosberg |
| 2003 | Formel BMW ADAC        | Maximilian Götz    | ADAC Berlin-Brandenburg  |
| 2004 | Formel BMW ADAC        | Sebastian Vettel   | ADAC Berlin-Brandenburg  |
| 2005 | Formel BMW ADAC        | Nico Hülkenberg    | Josef Kaufmann Racing    |
| 2006 | Formel BMW Deutschland | Christian Vietoris | Josef Kaufmann Racing    |
| 2007 | Formel BMW Deutschland | Jens Klingmann     | Eifelland Racing         |